# Ronde van Frankrijk 2010/Vierde etappe
De vierde etappe van de Ronde van Frankrijk 2010 werd verreden op woensdag 7 juli 2010 over een afstand van 153,5 kilometer van Cambrai naar Reims.

## Verloop

### Bergsprint
| Beklimming Côte de Vadencourt na 40,5 km | Beklimming Côte de Vadencourt na 40,5 km | Beklimming Côte de Vadencourt na 40,5 km | 4e cat. 1,6 km à 3,9 % | 4e cat. 1,6 km à 3,9 % |
| Plaats                                   | Naam                                     | Naam                                     | Punten                 |                        |
| Winnaar                                  | Iban Mayoz                               | Iban Mayoz                               | 3                      |                        |
| 2                                        | Francis De Greef                         | Francis De Greef                         | 2                      |                        |
| 3                                        | Iñaki Isasi                              | Iñaki Isasi                              | 1                      |                        |

### Tussensprints
| Tussensprint Walincourt-Selvigny na 12,5 km |                  |        |
| Plaats                                      | Naam             | Punten |
| Winnaar                                     | Iban Mayoz       | 6      |
| 2                                           | Dimitri Champion | 4      |
| 3                                           | Francis De Greef | 2      |

| Tussensprint Flavigny-le-Grand-et-Beaurain na 49,5 km |                  |        |
| Plaats                                                | Naam             | Punten |
| Winnaar                                               | Francis De Greef | 6      |
| 2                                                     | Iban Mayoz       | 4      |
| 3                                                     | Nicolas Vogondy  | 2      |

| Tussensprint Brienne-sur-Aisne na 128,5 km |                  |        |
| Plaats                                     | Naam             | Punten |
| Winnaar                                    | Francis De Greef | 6      |
| 2                                          | Iñaki Isasi      | 4      |
| 3                                          | Nicolas Vogondy  | 2      |

## Rituitslag
| Plaats  | Naam                 | Ploeg               | Tijd      |
| ------- | -------------------- | ------------------- | --------- |
| Winnaar | Alessandro Petacchi  | Lampre-Farnese Vini | 3u 34'55" |
| 2       | Julian Dean          | Garmin-Transitions  | z.t       |
| 3       | Edvald Boasson Hagen | Sky                 | z.t.      |
| 4       | Robbie McEwen        | Katusha             | z.t       |
| 5       | Robert Hunter        | Garmin-Transitions  | z.t.      |
| 6       | Sébastien Turgot     | Bbox Bouygues       | z.t.      |
| 7       | José Joaquín Rojas   | Caisse d'Epargne    | z.t       |
| 8       | Daniel Oss           | Liquigas-Doimo      | z.t.      |
| 9       | Thor Hushovd         | Cervélo             | z.t       |
| 10      | Óscar Freire         | Rabobank            | z.t.      |
|         |                      |                     |           |
| 29      | Jürgen Roelandts     | Omega Pharma-Lotto  | op 00'00" |
| 64      | Maarten Tjallingii   | Rabobank            | op 00'00" |

## Strijdlustigste renner
| Renner           | Land      | Ploeg            |
| ---------------- | --------- | ---------------- |
| Dimitri Champion | Frankrijk | AG2R-La Mondiale |

## Algemeen klassement
| Plaats    | Naam                  | Ploeg              | Tijd       |
| --------- | --------------------- | ------------------ | ---------- |
| Gele trui | Fabian Cancellara     | Saxo Bank          | 18u 28'55" |
| 2         | Geraint Thomas        | Sky                | op 00'23"  |
| 3         | Cadel Evans           | BMC Racing Team    | op 00'39"  |
| 4         | Ryder Hesjedal        | Garmin-Transitions | op 00'46"  |
| 5         | Sylvain Chavanel      | Quick Step         | op 01'01"  |
| 6         | Andy Schleck          | Saxo Bank          | op 01'09"  |
| 7         | Thor Hushovd          | Cervélo            | op 01'19"  |
| 8         | Alexander Vinokourov  | Astana             | op 01'31"  |
| 9         | Alberto Contador      | Astana             | op 01'40"  |
| 10        | Jurgen Van den Broeck | Omega Pharma-Lotto | op 01'42"  |
|           |                       |                    |            |
| 25        | Martijn Maaskant      | Garmin-Transitions | op 02'57"  |

## Nevenklassementen

### Puntenklassement
| Plaats      | Naam                | Ploeg               | Punten |
| ----------- | ------------------- | ------------------- | ------ |
| Groene trui | Thor Hushovd        | Cervélo             | 80     |
| 2           | Alessandro Petacchi | Lampre-Farnese Vini | 70     |
| 3           | Robbie McEwen       | Katusha             | 62     |
|             |                     |                     |        |
| 12          | Jürgen Roelandts    | Omega Pharma-Lotto  | 36     |
| 44          | Lars Boom           | Rabobank            | 12     |

### Bergklassement
| Plaats        | Naam             | Ploeg        | Punten |
| ------------- | ---------------- | ------------ | ------ |
| Bolletjestrui | Jérôme Pineau    | Quick Step   | 13     |
| 2             | Sylvain Chavanel | Quick Step   | 8      |
| 3             | Rein Taaramäe    | Cofidis      | 8      |
|               |                  |              |        |
| 4             | Maxime Monfort   | HTC-Columbia | 5      |

### Jongerenklassement
| Plaats     | Naam             | Ploeg              | Tijd       |
| ---------- | ---------------- | ------------------ | ---------- |
| Witte trui | Geraint Thomas   | Sky                | 18u 29'18" |
| 2          | Andy Schleck     | Saxo Bank          | op 00'46"  |
| 3          | Roman Kreuziger  | Liquigas-Doimo     | op 02'01"  |
|            |                  |                    |            |
| 9          | Jürgen Roelandts | Omega Pharma-Lotto | op 02'47"  |
| 11         | Robert Gesink    | Rabobank           | op 02'53"  |

### Ploegenklassement
| Plaats | Ploeg              | Tijd       |
| ------ | ------------------ | ---------- |
| 1      | Saxo Bank          | 55u 30'40" |
| 2      | Garmin-Transitions | op 00'11"  |
| 3      | Sky                | op 00'25"  |